# Будинок Чернігівської губернської земської управи
Будинок губернської земської управи — пам'ятка архітектури та історії місцевого значення в Чернігові. Використовувалася земською управою Чернігівської губернії. Зараз у будівлі розміщується Чернігівська обласна державна адміністрація.

## Опис
Будинок розташований на центральній площі Чернігова, на розі проспекту Миру та вулиці Шевченка.

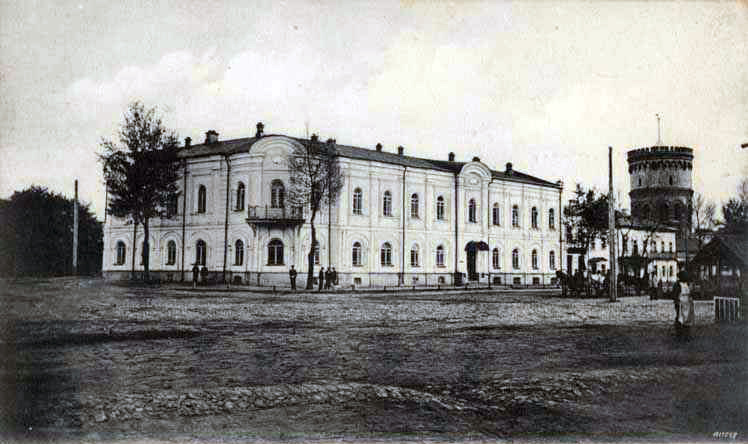
Будинок Чернігівської губернської земської управи, кін ХІХ ст — поч ХХ ст.

Двоповерховий з округлим кутом будинок був зведений приблизно в 1814 році для губернських установ. Мав асиметричний фасад, велика частина з сучасної вулиці Шевченка, вхід також був з боку вулиці Шевченка. Чернігівська губернська земська управа — виконавчий орган губернських земських зборів в період 1865 — 1917 років. Обиралася земськими зборами, займалася господарськими питаннями і змістом громад, будівель земства. Вибори і діяльність управи (особливо з 1890 року) проходили під контролем губернатора. У Чернігівській управі в різний час працювали Борис Дмитрович Грінченко, Михайло Михайлович Коцюбинський, Володимир Іванович Самійленко.
У 1908-1910 роки безпосередньо на південь від 2-поверхового будинку по сучасному проспекту Миру був побудований новий 3-поверховий будинок в стилі неокласицизму з пілястрами іонічного ордена. 3-поверховий будинок, з'єднаний переходами зі старим 2-поверховим будинком.
У перші роки радянської влади в будівлі розмістився губернський виконком, потім обласний виконком. У 1935-1937 роки за проектом архітектора Олександра Михайловича Касьянова був набудований 3-й поверх над старим будинком і дві будівлі були об'єднані в єдину будівлю.
В період Другої світової війни будівля була сильно пошкоджена. 21 вересня 1943 року радянські солдати, прорвавшися до центру міста, встановили на будівлі обласного виконкому червоний прапор.
У період 1946-1950 роки за проектом інженера А. О. Левицького обидва корпуси були відбудовані. При цьому був збережений балкон-навіс над кутовим входом, з якого в 1934 році виступав Григорій Петровський. У 1980-і роки на південь по проспекту Миру був побудований ще один будинок аналогічний будинку 1908—1910 років.
У післявоєнні роки в будівлі розміщується виконком обласної Ради народних депутатів. Зараз в будівлі розміщується Чернігівська обласна державна адміністрація.

## Історія охоронного статусу
Рішенням виконкому Чернігівської обласної ради народних депутатів трудящих від 31.05.1971 № 286 надано статус пам'ятник історії місцевого значення з охоронним № 46 під назвою Губернська земська управа, де працювали: Б. І. Грінченко, М. М. Коцюбинський, В. І. Самійленко — відомі письменники та громадські діячі. Будівля має власну «території пам'ятки» і розташоване в «комплексній охоронній зоні пам'яток історичного центру міста», згідно правил забудови і використання території. На будівлі встановлена інформаційна дошка.
Рішенням виконкому Чернігівської обласної ради народних депутатів від 26.03.1984 № 118 надано статус пам'ятка архітектури місцевого значення з охоронним № 2-Чг.
Наказом Департаменту культури і туризму, національностей та релігій Чернігівської обласної державної адміністрації від 12.11.2015 № 254 пам'ятка має назвуБудинок губернської земської управи, де працювали відомі письменники і громадські діячі.

## Меморіальні дошки
1. Воїнам-визволителям Чернігова — на будівлі, де 21 вересня 1943 року радянськими солдатами було встановлено червоний прапор.
2. Борису Дмитровичу Грінченко — на будівлі управи, де працював.
3. Михайлу Михайловичу Коцюбинському — на будівлі управи, де працював (1898—1901).
4. Володимиру Івановичу Самійленко — на будівлі управи, де працював (1893—1900).

## Галерея

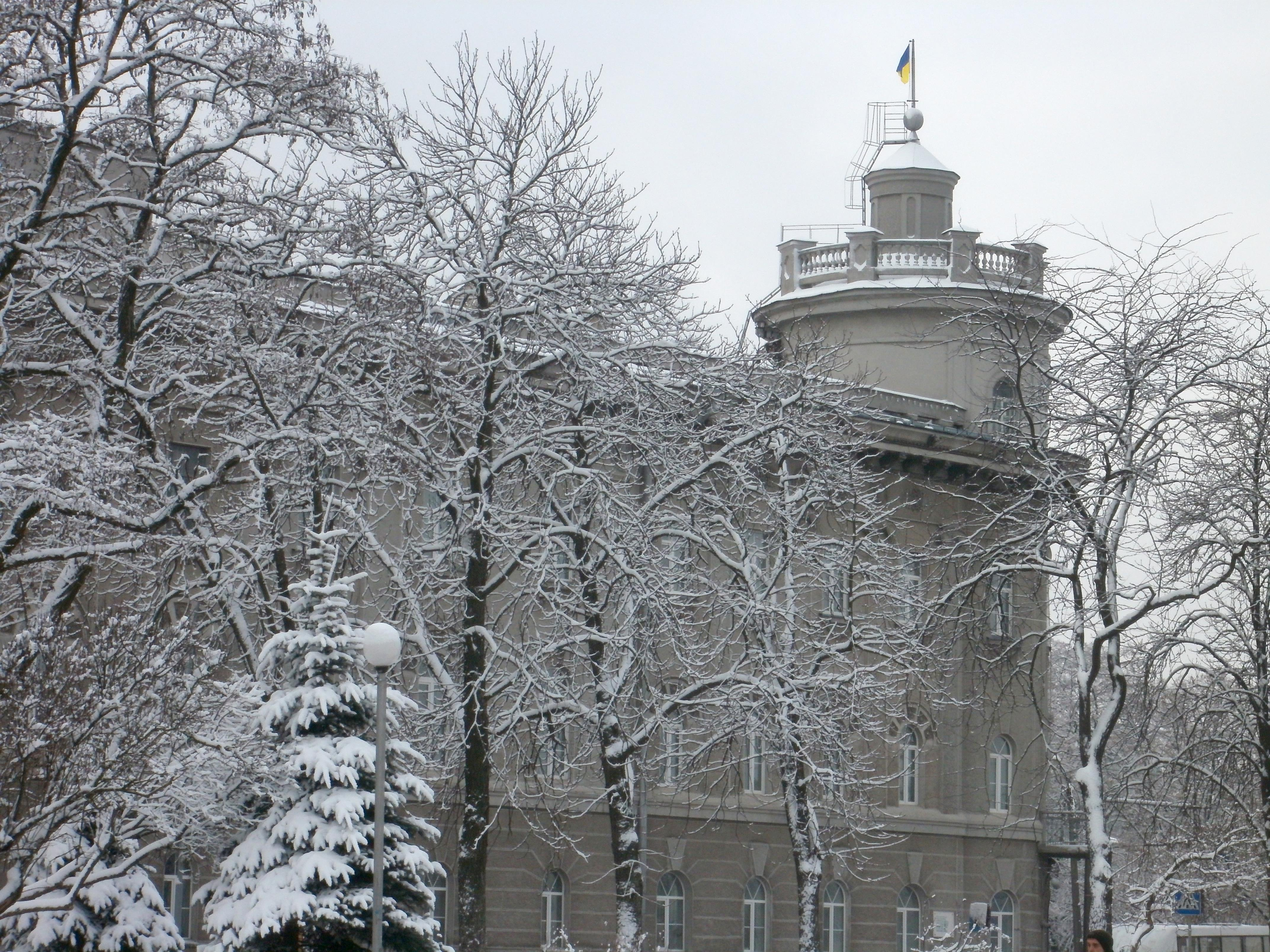
Будинок взимку 2013
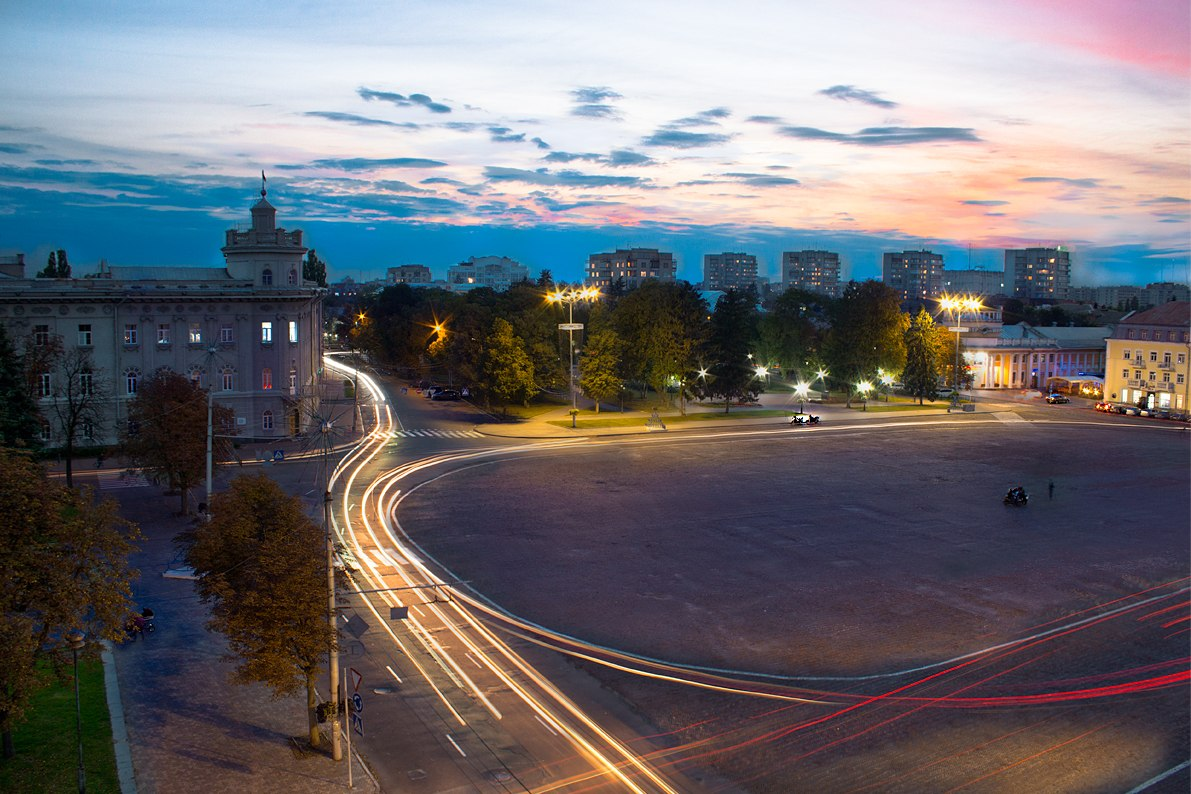
У присмерках осінню 2014
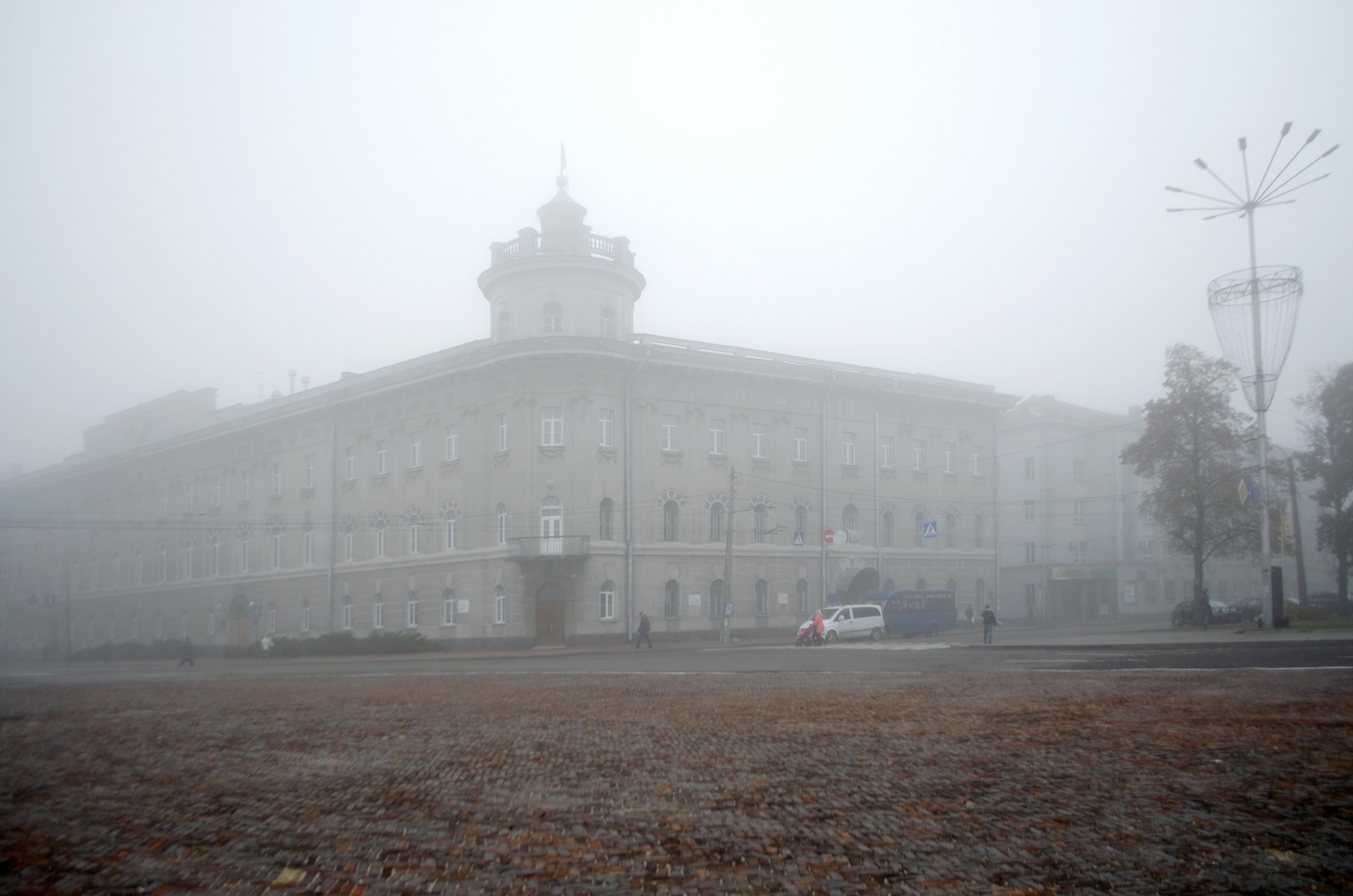
У тумані
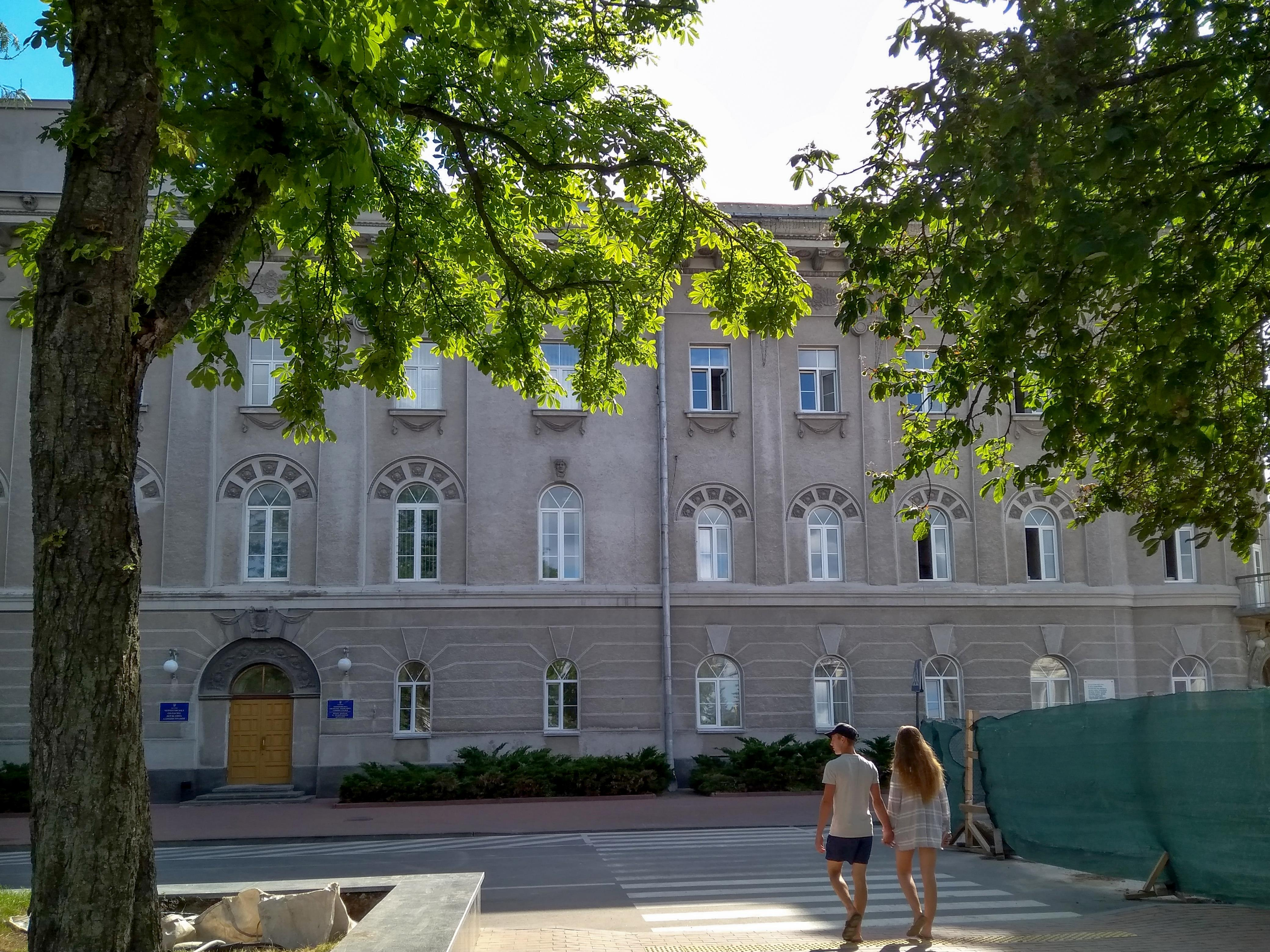
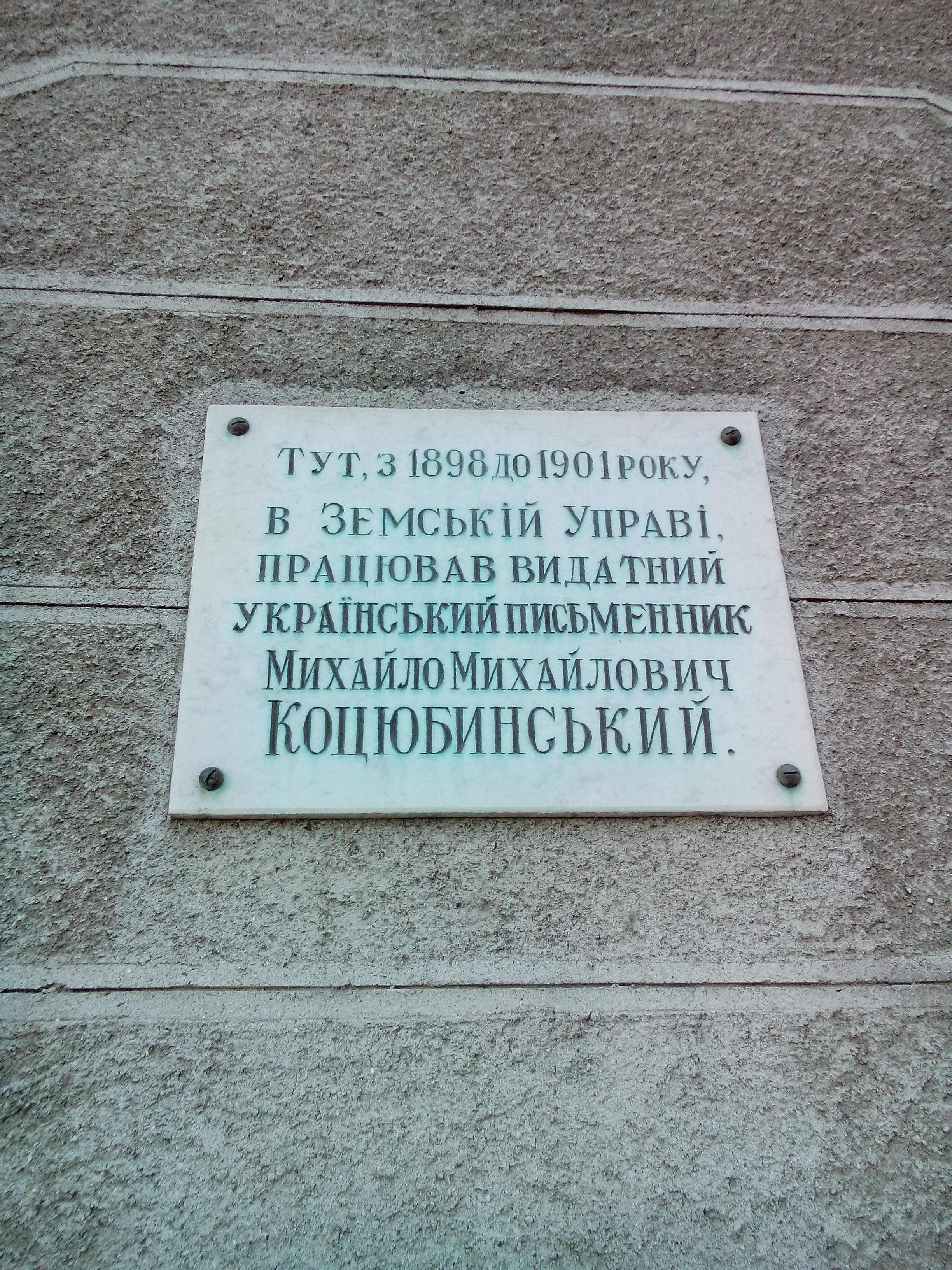
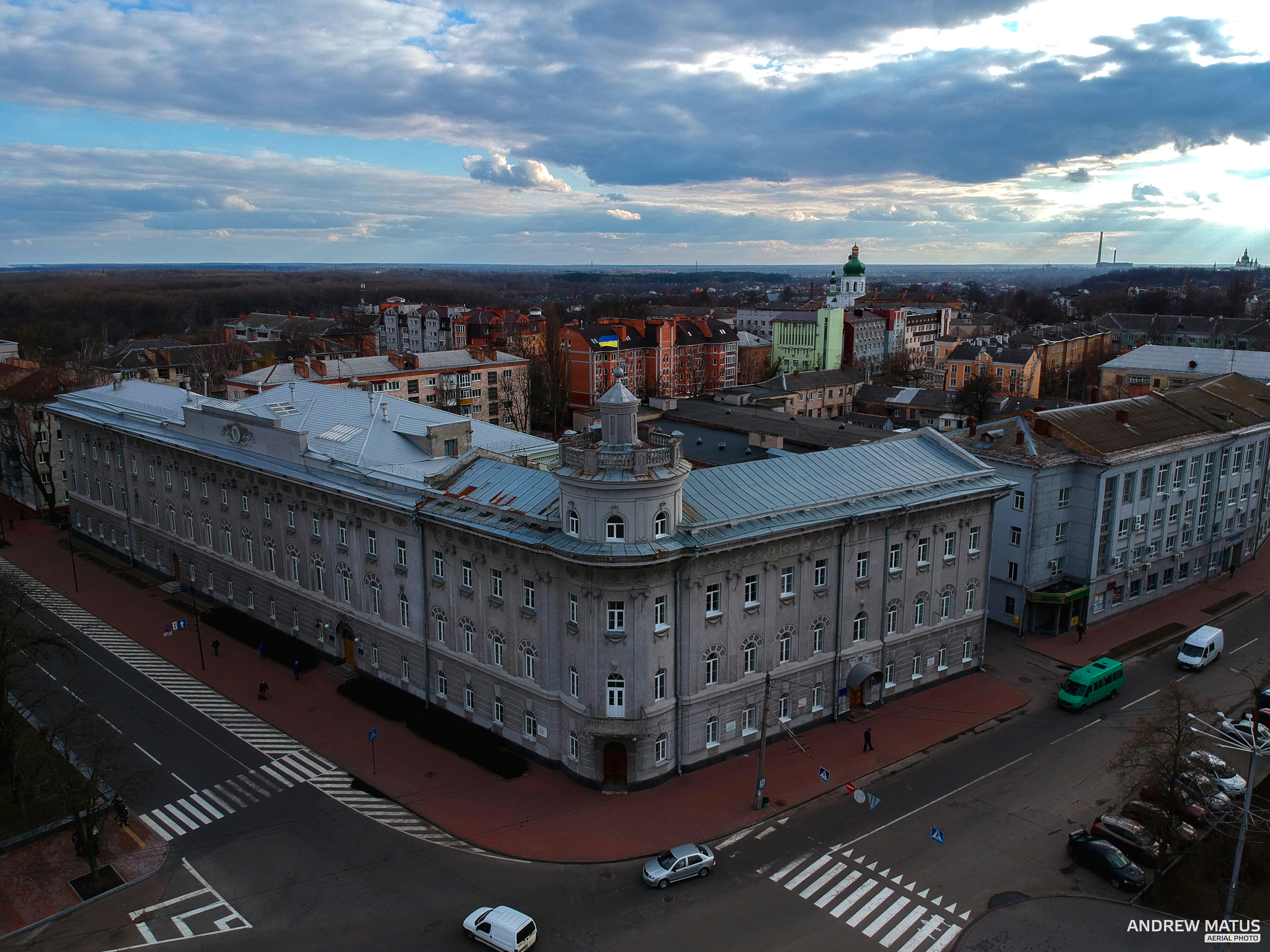
Із дрона
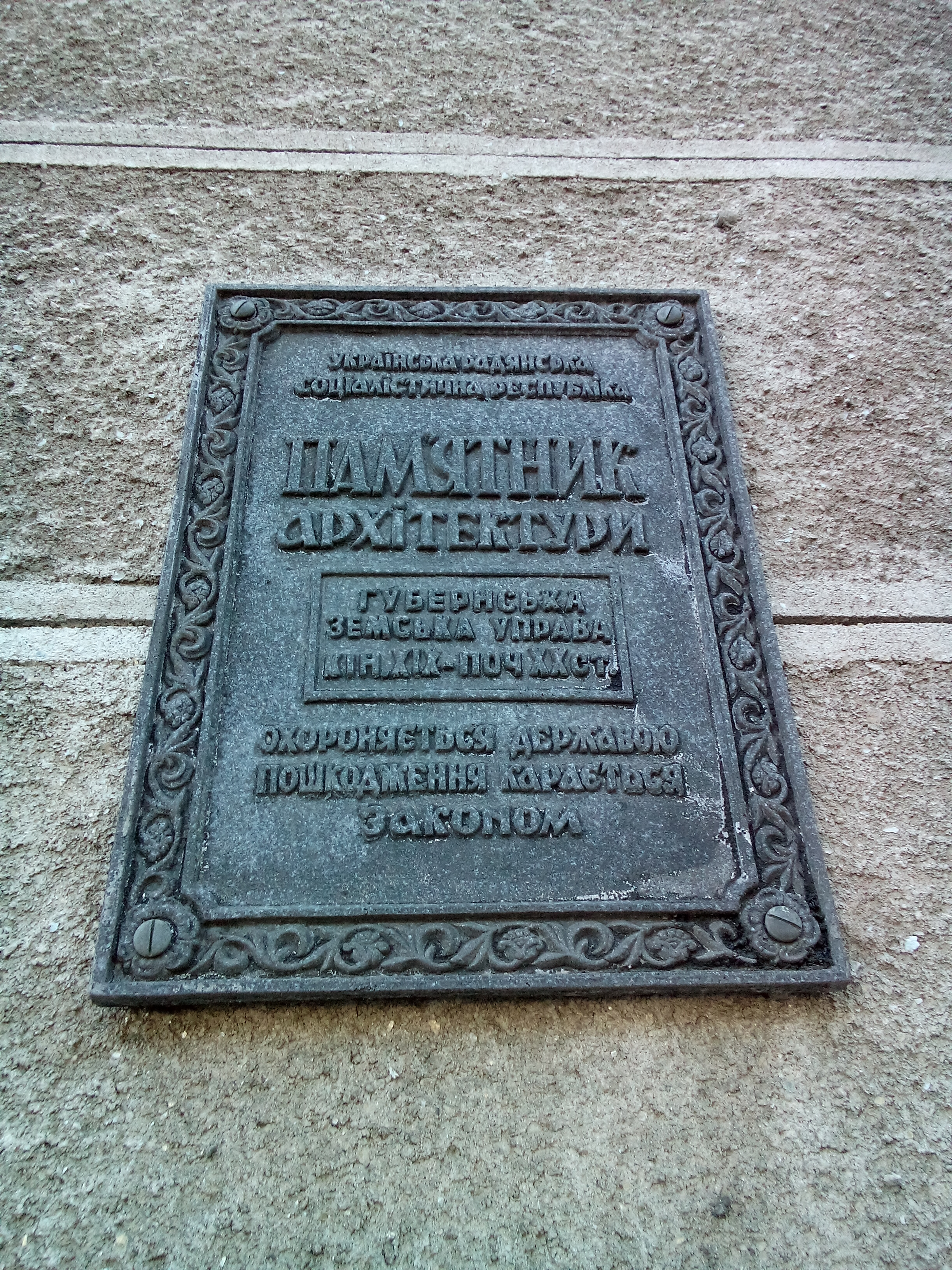
Взимку
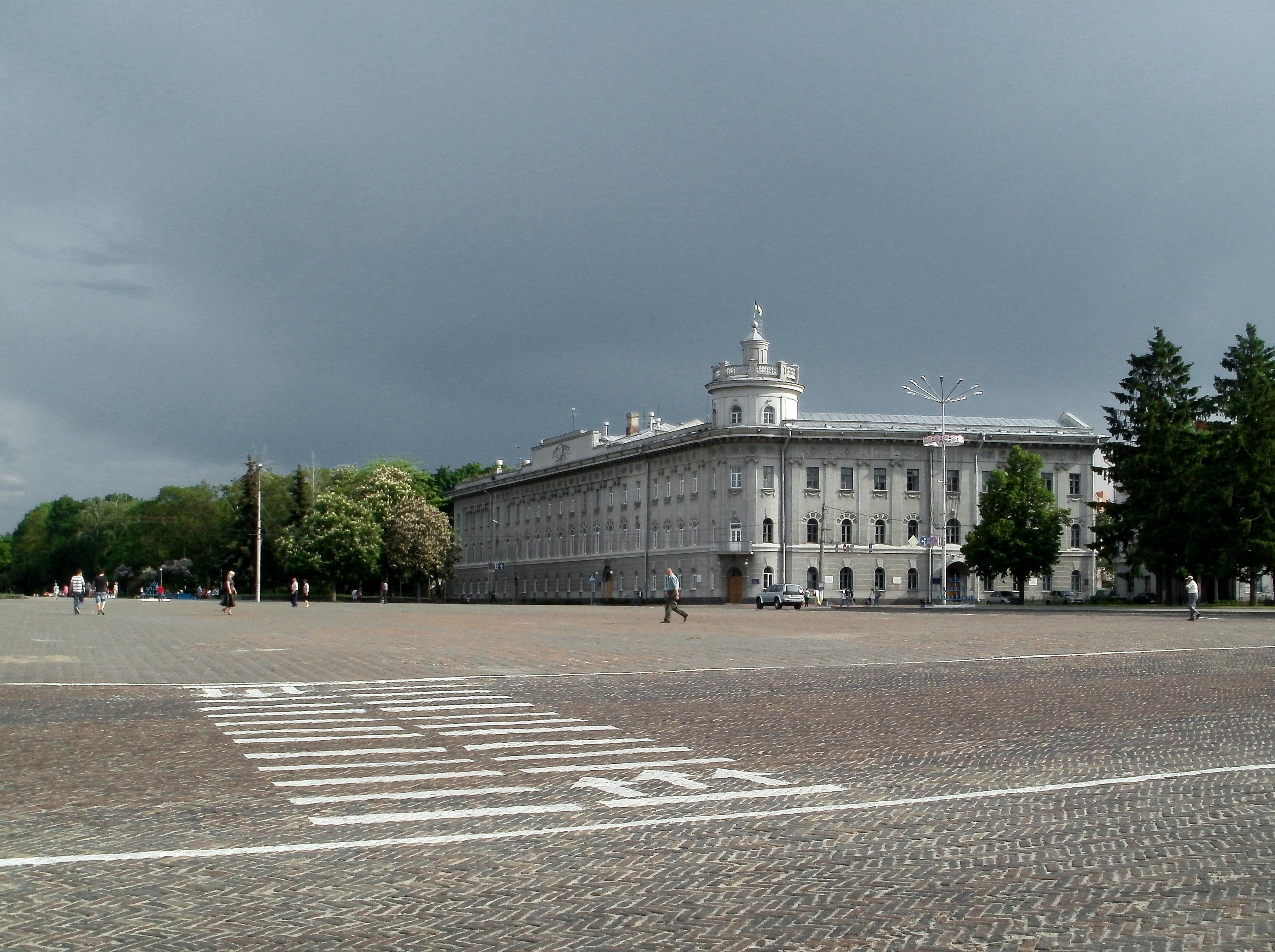